# Arithmetica Logarithmica

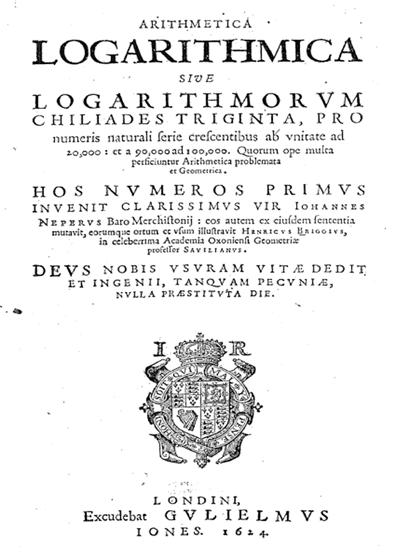
Portada de Arithmetica Logaritmica publicada en 1624

Arithmetica Logarithmica (Aritmética Logarítmica, en idioma español) es un texto en idioma latín escrito por el clérigo, matemático y docente británico Henry Briggs y publicado en 1624, en el cual se describe la teoría y aplicaciones de los hoy conocidos como logaritmos comunes o decimales.

## Historia
En 1614, el terrateniente y aficionado a las matemáticas escocés John Napier publicó su libro en idioma latín Mirifici Logarithmorum Canonis Descriptio (Descripción de la maravillosa regla de los logaritmos, en idioma español) en el que daba a conocer los logaritmos. Este libro llamó la atención del matemático y cartógrafo británico Edward Wright, quien decidió traducirlo al idioma inglés, sin cumplir totalmente con ello debido a su fallecimiento al año siguiente. Henry Briggs, profesor de geometría en el "Gresham College" de Londres y quien fue amigo de Edward Wright, completó la traducción y la publicó en 1616. Así, Briggs se enteró de la teoría sobre los logaritmos y, al leer el texto, decidió ponerse en contacto con Napier para mejorar, si ello fuese posible, esa idea. Para ello, le escribió en su residencia del castillo de Merchiston en Edinburgo y recibió respuesta positiva. La visita se produjo después de intentos infructuosos, en el verano de 1615, durante su período de vacaciones y esta se prolongó durante un mes. En estas primeras reuniones, Napier explicó a Briggs como había obtenido sus logaritmos y Briggs planteó que la formulación inicial de ellos presentaba dificultades en los cálculos, ya que el logaritmo de 10 000 000 ({\displaystyle 10^{7}}) era cero y el de la unidad un número tan grande como 161 180 948,4505. Por ello, expuso que era más conveniente que el logaritmo de la unidad fuera cero y el de 10, después de examinar otras posibilidades, fuese 1. 
Napier estuvo de acuerdo con estas modificaciones, pero su salud no era buena para hacer un nuevo conjunto de tablas logarítmicas, tarea que asumió Briggs. Pese a esto, Napier desarrolló un procedimiento para calcular el logaritmo de un número primo como el 2. Este consistía en contar cuantos dígitos tenía el resultado, en términos modernos, de elevar 2 a una potencia de 10 conveniente de acuerdo a la precisión buscada. El logaritmo era el resultado de preceder este número del cero y el separador de decimales adecuado (punto en algunos países y coma en otros). En el verano de 1616, Briggs volvió a visitar a Napier para mostrarle algunos cálculos realizados con los nuevos logaritmos y esta sería la última visita que le dispensaría, ya que Napier falleció en 1618.
Después de esta última visita, Briggs calculó los logaritmos de todos los números naturales del 1 al 1000 y luego, procedió a publicar en Londres y en forma privada un folleto de 16 páginas en idioma latín titulado Logarithmorum chilias prima (Logaritmos de los mil primeros números, en español) con una introducción en un página y las tablas calculadas por Briggs en las restantes, sin explicación de como había obtenido sus resultados. La precisión de estos logaritmos fue de 14 cifras decimales.
Posteriormente, Briggs elaboró una serie de artículos en los cuales expuso la teoría de los logaritmos decimales, los métodos que empleó para hallarlos desde los iniciales hasta los definitivos, algunos de ellos aparentemente desarrollados con Napier, diversas aplicaciones de estos y tablas de los logaritmos en dos rangos: desde 1 hasta 20.000 y desde 90.000 hasta 100.000, nuevamente con 14 cifras decimales de precisión. Ya establecido en la ciudad de Oxford, en cuya Universidad impartía sus clases, reunió estos escritos que fueron publicados en idioma latín por la casa impresora de William Jones en 1624, bajo el título completo de Arithmetica logarithmica: sive Logarithmorum chiliades triginta, pro numeris naturali serie crescentibus ab unitate ad 20.000, et a 90.000 ad 100.000. Quorum ope multa percisiountur Arithmetica problemata et Geometria (Aritmética logarítmica: con los logaritmos de treinta mil números naturales en serie desde la unidad hasta 20.000 y desde 90.000 hasta 100.000. Con su ayuda, se aclaran muchos problemas aritméticos y geométricos, en idioma español). Según el matemático alemán Thomas Sonar, Briggs fue asistido por calculistas, para quienes preparó formularios para ser llenados. Uno de estos calculistas pudo ser el matemático inglés Edmund Gunter. El matemático inglés Euclid Speidell llegó a afirmar que Briggs fue asistido por ocho calculistas en el transcurso de un año, lo que puede explicar que su trabajo saliera a la luz pública en tiempo breve, a diferencia de lo ocurrido con John Napier.

## Ediciones posteriores
En 1627, el matemático holandés Ezechiel de Decker publicó lo que se ha considerado la segunda parte del libro, en idioma neerlandés con los logaritmos faltantes en la edición original, pero con precisión de 10 dígitos decimales, en la ciudad de Gouda. Al año siguiente, su compatriota, el editor y matemático Adriaan Vlacq publicó en latín Arithmetica logarithmica sive logarithmorum chiliades tentum (Aritmética logarítmica de los cien mil números, en español) que él consideró como la segunda edición del trabajo de Briggs aunque no fuese verdad, en la cual se incluyeron, nuevamente con la precisión antedicha, los logaritmos de las funciones seno, coseno, tangente y cotangente de los ángulos de 0 a 90 grados sexagesimales en pasos de un minuto. Estos últimos trabajos fueron realizados por el impresor holandés Pieter Rammaseyn. 

## Edición en Internet
Las tablas calculadas por Briggs y sus colaboradores, tuvieron algunas revisiones menores y fueron la base de las tablas de logaritmos decimales hasta bien entrado el siglo 20. No sería sino en el año 2006, que, mediante el auxilio de software de traducción del latín al inglés moderno y la introducción de notas explicativas, el físico australiano Ian Bruce, publicó en su página web personal una traducción que incluye los 24 capítulos del libro en idioma inglés, junto con la versión en idioma latin original, en igual número de archivos en formato PDF, los cuales están disponibles libremente para propósitos de enseñanza, reservándose el derecho de publicar un libro con este contenido. En este trabajo, Bruce introdujo la actual notación matemática, que no estaba aún disponible en la época de Briggs y Napier.